# Flower Pinellia
Flower Pinellia en Chino: 花开半夏; Hua Kai Ban Xia, también conocida cómo "Flower Blooms in Mid Summer" en España, Flores de Pinellia Ternata, en México, es una serie de televisión china protagonizada por Lin Shen, Li Qin, Zhou Yi, Wei Wei, You Yong, Yang Yang, Michael Miu, basada en la novela Hua Kai Ban Xia de Jiu Ye Hui y dirigida por Li Shao Hong. La serie fue filmada en Xiamen que fue transmitida en varios canales desde el 30 de noviembre de 2013 hasta el 4 de enero de 2014.

## Sinopsis
A la edad de 7 años, Wei Rufeng fue llevada a la casa de la abuela Xia y criada con su nieta Xia Ruhua, quien también había perdido a ambos padres a una edad temprana. Después de la muerte de la abuela 10 años después, los dos dependían el uno del otro para sobrevivir y desarrollaron os senientos im entre eltos. Sus vidas pacíficas se ven interrumpidas después de un incidente inesperado: Ruhua es violada por un delincuente juvenil llamado A Fu, y durante la búsqueda de venganza de un enfurecido Rufeng, conoce al propietario del negocio Cheng Hao. A partir de ese momento, ocurren cambios drásticos en la vida de Ru Feng, ya que es absorbido por un vórtice de tentación material e inestabilidad emocional. Mientras tanto, la verdad detrás de los antecedentes familiares de Ru Feng sale a la luz.

## Reparto

### Personajes Principales
- Lin Shen cómo Wei Rufeng.
- Ding Jia Lin cómo el joven Rufeng.
- Li Qin cómo Xia Ruhua.
- Chen Ying Ying cómo la joven Ruhua.
- Zhang Jia Ni cómo Cheng Xiuxiu.
- Wu Jun Zhu cómo el joven Xiuxiu.
- Yang Yang cómo Lu Yuan.

### Personajes Secundarios
- Gui Ya Lei cómo abuela de Ru Hua, madre de Xia Lin.
- You Yong cómo Ye Xiangrong, padre de Ye Tong.
- Michael Miu cómo Cheng Hao, padre de Ru Hua y Xiu Xiu.
- Ma Xiao Can cómo Ye Tong.
- Kan Qing Zi cómo Lin Shan, compañero de clase de Ru Hua.
- Wei Wei cómo Fu.
- Wei Yi Bo cómo Bin Ge, hombres de Cheng Hao.
- Yang Xiao Bo cómo Ah Jiu, hombres de Cheng Hao.
- Fei Long cómo Gua Zai, el mejor amigo de Ru Feng.
- Zhou Yi cómo la madre de Ru Feng.
- Jaime Chik cómo Xia Lin, madre de Ru Hua.
- Chen Ting Jia cómo la madre de Ye Tong.
- Henry Fong cómo el tío Li.
- Fang Zi Bin cómo Zheng Tong, padre de Ru Feng.
- Sun Yan Jun cómo policía.
- Li Wei Jia cómo el jefe.
- Sun He cómo el tío Xiang.
- Zhang Chong cómo Ji Xiaogang.

## Episodios
La serie tuvo una duración de 30 episodios en su versión sin cortes en su versión para la televisión en China.

## Producción
La serie se filmó en Xiamen en el 2012.

## Transmisión internacional
La serie fue transmitida internacionalmente a través de YouTube.